# Fjälkestad
Fjälkestad är kyrkbyn i Fjälkestads socken och en småort i Kristianstads kommun i Skåne län.

## Befolkningsutveckling
| Befolkningsutvecklingen i Fjälkestad 1990–2015 | Befolkningsutvecklingen i Fjälkestad 1990–2015 | Befolkningsutvecklingen i Fjälkestad 1990–2015 | Befolkningsutvecklingen i Fjälkestad 1990–2015 | Befolkningsutvecklingen i Fjälkestad 1990–2015 |
| ---------------------------------------------- | ---------------------------------------------- | ---------------------------------------------- | ---------------------------------------------- | ---------------------------------------------- |
|                                                |                                                |                                                |                                                |                                                |
| År                                             |                                                |                                                | Folkmängd                                      | Areal (ha)                                     |
| 1990                                           | 1990                                           |                                                | 102                                            | 26#                                            |
| 1995                                           | 1995                                           |                                                | 118                                            | 29#                                            |
| 2000                                           | 2000                                           |                                                | 117                                            | 29#                                            |
| 2005                                           | 2005                                           |                                                | 115                                            | 29#                                            |
| 2010                                           | 2010                                           |                                                | 127                                            | 29#                                            |
| 2015                                           | 2015                                           |                                                | 128                                            | 41#                                            |
| Anm.: # Som småort.                            |                                                |                                                |                                                |                                                |

## Samhället
I Fjälkestad ligger Fjälkestads kyrka. Balsgårdsintitutet grundat år 1942 bedrev växtförädling av frukter och bär. Exempel på välkända äpplesorter som tagits fram på Balsgård är 'Aroma' och 'Katja' som odlas kommersiellt både i Sverige och andra länder. Verksamheten har numera flyttat till Alnarp. Även företaget Magle AB, som verkar inom life science har en forskningsavdelning i byn.